# Francesc de Paula Morera i Gatell
Francesc de Paula Morera i Gatell (Tarragona, 1869 - Lérida, 1951) fue un arquitecto modernista

## Carrera
Titulado en 1899, fue el arquitecto municipal de Lérida desde 1906.
La mayor parte de su producción modernista se encuentra en Lérida y se destacan las siguientes:
- (1905) Casa Magí Llorens, c / Cavallers, 1
- (1912) Teatre Municipal de l'Escorxador, c/ Lluís Companys s/n
- (1913) Mercat del Pla
- (1915) Casa Nadal, av. de Catalunya, 3
- (1915) Hotel Pal·las

En Tarragona, la masía Mallol Bosch (1920).